# 포커르-플랑크 방정식
확률 과정 이론에서, 포커르-플랑크 방정식(Fokker-Planck方程式, 영어: Fokker–Planck equation)은 어떤 이토 확률 과정의 확률 밀도 함수가 따르는 편미분 방정식이다. 이는 시간에 대하여 1차, 공간에 대하여 2차 편미분 방정식이다. 형식적으로, 슈뢰딩거 방정식의 윅 회전의 꼴이다.

## 정의
다음이 주어졌다고 하자.
- 확률 공간 {\displaystyle \Omega }
- {\displaystyle \Omega } 위의 위너 확률 과정 {\displaystyle (W_{t}\colon \Omega \to \mathbb {R} ^{n})_{t\in [0,\infty )}}
- {\displaystyle W}에 대한, {\displaystyle \mathbb {R} ^{m}} 값의 이토 확률 과정 {\displaystyle \mathrm {d} X_{t}^{i}=f^{i}(t,X_{t})\,\mathrm {d} t+g^{i}{}_{j}(t,X_{t})\,\mathrm {d} W_{t}^{j}}. 또한, {\displaystyle f\colon \mathbb {R} \times \mathbb {R} ^{m}\to \mathbb {R} ^{m}}가 {\displaystyle x}에 대하여 1차 연속 미분 가능 함수이며, {\displaystyle g\colon \mathbb {R} \times \mathbb {R} ^{m}\to \mathbb {R} ^{n}}가 {\displaystyle x}에 대하여 2차 연속 미분 가능 함수라고 하자.

편의상, 다음 행렬을 정의하자. 이는 이토 확률 과정의 분산을 나타낸다.
{\displaystyle D\colon \mathbb {R} \times \mathbb {R} ^{n}\to \mathbb {R} ^{n}}
{\displaystyle D^{ij}(x,t)={\frac {1}{2}}\sum _{k}g^{i}{}_{k}(x,t)g^{j}{}_{k}(x,t)}
이 경우, 이 이토 확률 과정에 대응되는 포커르-플랑크 방정식은 함수
{\displaystyle p\colon \mathbb {R} \times \mathbb {R} ^{m}\to \mathbb {R} }
{\displaystyle p\colon (t,x)\mapsto p(t,x)}
에 대한, 다음과 같은 편미분 방정식이다.
{\displaystyle {\frac {\partial }{\partial t}}p(t,x)+{\frac {\partial }{\partial x^{i}}}\left(f^{i}(t,x)p(t,x)\right)-{\frac {\partial }{\partial x^{i}}}{\frac {\partial }{\partial x^{j}}}\left(D^{ij}(t,x)p(t,x)\right)=0}
(편의상 아인슈타인 표기법을 사용하였다.)

## 성질
이토 확률 과정의, 시간 {\displaystyle t}에서의 확률 밀도 함수 {\displaystyle p(t,x)}는 포커르-플랑크 방정식을 따른다.

## 예
위너 확률 과정 {\displaystyle W_{t}}는 {\displaystyle f=0}, {\displaystyle g^{i}{}_{j}=\delta _{j}^{i}}인 이토 확률 과정이다. 이 경우 포커르-플랑크 방정식은
{\displaystyle {\frac {\partial }{\partial t}}p(t,x)={\frac {1}{2}}\Delta p(t,x)}
가 된다. 이는 {\displaystyle \mathbb {R} ^{m}} 위의 열 방정식이다.

## 역사
아드리안 다니얼 포커르(네덜란드어: Adriaan Daniël Fokker, 1887〜1972)와 막스 플랑크가 도입하였다.

## 같이 보기
- 볼츠만 운송 방정식